# Messaggio d'amore (Brigantony)
Messaggio d'amore è il 25° album discografico di Brigantony, pubblicato nel 1993.

## Tracce
1. Messaggio d'amore – 4:13
2. Femmiti e parramu – 3:31
3. Da quando sono andato via – 3:24
4. Carusidda tu – 3:20
5. Amore ya ya ya – 3:47
6. Mamma ce n'è una sola – 3:56
7. Cosa cerchi più in me – 4:08
8. Bedda tu – 3:41
9. Lacrime – 3:23
10. È nata una canzone – 3:06